# 杉田智和
杉田智和（日语：／ Sugita Tomokazu，1980年10月11日—）是日本的男性聲優。埼玉縣出身，血型為B型。身高177.6cm、體重62kg。AGRS代表董事。
代表作有《潛龍諜影 和平先驅》（和平·米勒）、《JoJo的奇妙冒險》（喬瑟夫‧喬斯達）、《涼宮春日的憂鬱》（阿虛）、《銀魂》（坂田銀時）、《鬼滅之刃》（悲鳴嶼行冥）等。

## 人物介紹
- 在其代表作品中常出演擅长吐槽的男主角（特别是凉宫春日中的阿虚和銀魂的坂田銀時），号称「第一吐槽男」。
- 興趣是作詞、編寫腳本。專長是按摩、少林寺拳法初段。
- 在聲優界親近的友人有中村悠一、安元洋貴、小野大輔、神谷浩史、阪口大助、鈴村健一、樱井孝宏、悠木碧等人。另外與年齡相近的鈴木達央、羽多野涉、寺島拓篤、市來光弘等人關係友好，被粉絲戲稱為「杉田組」，不過杉田智和本人表示過，不太喜歡杉田組此名稱。[來源請求]
- 愛犬的名字為Naoji。
- 第一個喜歡的聲優是桑島法子。另外喜歡的聲優還有早見沙織。
- 經常對外宣稱與中村悠一的親密關係（廣播節目、聲優見面會以及自己的生日慶祝EVENT等），還說過「只要有中村和直司（Naoji，杉田家的狗）就夠了，我是杉田智和。」兩人關係好到經常被其他聲優說「像在交往一樣」。
- 著名的「超級機器人大戰FAN」，其稱為「老師」的綠川光是著名的「超級玩家」，並且同為系列死忠。
- 2009年获得声优奖男优部门配角赏。
- LOVEPLUS的重度中毒者之一，跟阪口大助同為攻略遊戲中的高嶺愛花，並在杉田的廣播節目互相交流「女友經」。
- 學園傳奇冒險遊戲月英学園 -kou-的原作者，其飾演執事一角。
- 2013年1月，杉田在其推特上自曝最喜愛的五個動畫角色為高嶺愛花（LOVEPLUS）、新垣綾瀨（我的妹妹哪有這麼可愛）、鶴見知利子（我們仍未知道那天所看見的花名）、十文字佳惠（冰菓）和高垣楓（偶像大師 灰姑娘女孩）。巧合的是，這五個角色的配音都是聲優早見沙織。[7]
- 2020年4月1日宣布離開原屬事務所Atomic Monkey，並創立自己的公司AGRS（日语：AGRS）。[8]

## 演出作品
※粗體字表示說明飾演的主要角色。

### 電視動畫
1999年
- 魔裝機神（南光次）※出道作
- 六翼天使之聲（男學生B）

2000年
- 夢幻天女（御景各臣）

2001年
- X（皇昴流）
- （守口京一）
- 頑皮小白貂（仁科學）
- 電腦冒險記（格蘭迪昂）
- 戰鬥陀螺（セルゲイ）

2002年
- 拜託了老師（山田先生）
- Chobits（本須和秀樹）
- 七人之奈奈（ウィリー・キャンベル）
- 馭龍少年（橘響次）
- 十二國記（官史）
- 戰鬥陀螺2002（セルゲイ）
- 驚爆危機（梁小平）

2003年
- 犬夜叉（煉骨、僧無雙）
- 拜託了雙子星（山田正臣）
- 萬花筒之星（Zリーダー）
- 獣兵衛忍風帖 龍寶玉篇（辰之助）
- Saint Beast～聖獸降臨編～（流星的基拉）
- 灌籃少年（佈施步）

2004年
- 機動戰士GUNDAM SEED DESTINY（尤蘭·肯特）
- 高校鐵拳伝タフ（黑田光秀）
- （話頭光宗）
- 完美超人Joe（エアホーク）
- 鼻毛真拳（OVER）
- 馳風競艇王（松里繁夫）
- Legend of DUO（ジーク）

2005年
- Keroro軍曹（自動販賣貳號機）
- SHUFFLE!（土見稟）
- 創聖機械天使（席魯斯·朵·艾利西亞）
- BASILISK甲賀忍法帖（服部響八郎）
- 蜂蜜幸運草（真山巧）
- 嬉皮笑園（宇宙人部下）
- 魔法少女奈葉A's（克羅諾·哈洛溫（6年後））
- 洛克人EXE BEAST（スラッシュマン）

2006年
- 企業傭兵（「巫師」羅頓）
- 完美小姐進化論（織田武長）
- 超級機器人大戰OG -Divine Wars-（布魯克林·拉克菲德）
- 涼宮春日的憂鬱（阿虛）
- 銀魂（坂田銀時）
- 犬神！（師傅）
- 童話槍手小紅帽（アレクトール）
- Kanon（第2作）（相澤祐一）
- 增血鬼果林（アルフレッド）
- 戀愛天使安琪莉可 心覺醒之時（ラキン）
- 貓狗寵物街 (第三輯)（レオーネの使い）
- 蜂蜜幸運草II（真山巧）
- BLEACH（之芭）

2007年
- 戀愛天使安琪莉可 輝煌的明天（フランシス）
- 地球防衛少年（矢村太一）
- 龍鳴（咆哮之星）
- 奔向地球（蘇爾贊·布魯）
- 銀魂（坂田銀時）
- 惡魔獵人（ナンバ男）
- 幸運☆星（杉田店員）
- SHUFFLE! MEMORIES（土見稟）
- 光速蒙面俠21（圓子令司）
- 威爾貝魯物語：威爾貝魯的姐妹（羅迪恩·席歐爾）
- AYAKASHI（「彼」）
- 萌少女的戀愛時光（レイジ）
- Saint Beast～光陰敘事詩天使譚～（流星的基拉）
- Baccano!（格拉罕・斯佩克特）
- BLEACH（六車拳西、之芭）
- 魔法少女奈葉StrikerS（克羅諾·哈洛溫）

2008年
- 威爾貝魯物語：威爾貝魯的姐妹（第二部）（羅迪恩·席歐爾）
- 俗·絕望先生（一舊先生、青山、<>糸色望）
- 伯爵與妖精（雷溫）
- 超時空要塞 Frontier（里昂·三島）
- 銀魂（坂田銀時）
- 夏娃的時間（塞特羅）
- 屍姬 赫（伊佐木修二）
- 魔法禁書目錄（奧雷歐斯·伊薩德）

2009年
- 源氏物語千年紀 Genji（頭中將）
- 瑪莉亞狂熱（鼎籐一郎）
- （藥師寺昌光、藥師寺朋光）
- 夏日風暴！（山代武士、鹽谷、十五流一夫、路人）
- 銀魂（坂田銀時）
- 夏之嵐 春夏冬中（山代武士、鹽谷、十五流一夫、路人）
- 鬍子小雞（加藤）
- 懺·絕望先生（一旧先生、解說）
- 涼宮春日的憂鬱（2009年版）（阿虛）
- 屍姬 玄（伊佐木修二）
- 名偵探柯南（開田康次）
- 海貓泣鳴之時（羅諾威）
- 奇蹟列車～歡迎來到大江戶線～（都廳前）
- 地獄少女 三鼎（名和章宏）

2010年
- 信蜂 （莫斯〈15話〉）
- 荒川爆笑團（星）
- 妖怪少爺（鴆）
- 吊帶襪天使-醜彈惡靈（Oscar H. Julius／Ugly Shot〈第9集〉）
- 銀魂精選集（坂田銀時）
- 傳說的勇者的傳說（路西爾·艾莉斯）
- 咎狗之血（啟介）
- 閃電十一人（艾德卡·帕奇納斯）
- Starry☆Sky（七海哉太）
- MM一族（道明寺店長）
- 超級機器人大戰OG -The Inspector-（布魯克林·拉克菲德）
- 女僕咖啡廳（森秋夏彥）
- 夢色蛋糕師（理查 德·本尼）
- 美食的俘虜（凡鼓奇）
- 和殿下一起（旁白、伊達成實）
- 戀愛暴君 (黑川貢)

2011年
- 我們沒有羽翼（DJコンドル）
- 銀魂（坂田銀時、笛吹和義〈客串〉）
- 寶石寵物 Sunshine（ウツボーグ博士）
- SKET DANCE（笛吹和義、坂田銀時〈客串〉）
- 爆漫王2（笛吹和義〈客串〉）
- 惡魔奶爸（神崎一）
- 瑪莉亞狂熱（鼎藤一郎）
- 妖怪少爺 千年魔京（鸩）
- 境界線上的地平線（立花·宗茂）
- 女神異聞錄4 動畫版（P4A）（長瀨大輔）
- 請認真的和我戀愛！！（井上準）
- 名偵探柯南（後藤貴雄）
- 和殿下一起：眼罩之野心（旁白、伊達成實）

2012年
- 創聖機械天使EVOL（席魯斯·朵·艾利西亞）
- 男子高中生的日常（田畑秀則）
- 妖狐×僕SS（青鬼院蜻蛉）
- 境界線上的地平線II（立花·宗茂）
- 緋色的碎片（鬼崎拓磨）
- 釣球（明·阿加卡·山田）
- Muv-Luv Alternative Total Eclipse（文森特·洛維爾）
- 聖靈家族（佩斯(Pace)）
- 白熊咖啡廳（狼、海狸、頦帶企鵝）
- 冰菓（料理研究會部長）
- 天才黃金腦～神之謎第2季（ピノクル）
- 窮神（剛貍原柳次）
- 銀魂'（坂田銀時）
- K（宗像禮司）
- 魔奇少年（多拉公）
- JoJo的奇妙冒險（喬瑟夫·喬斯達）
- 旋風管家
- IXION SAGA DT（列昂）

2013年
- Q弟偵探因幡（彌太郎）
- 戰勇。（鮫島）
- 銀魂'延長戰（坂田銀時）
- 歌之王子殿下 MAJI LOVE2000%（Raging鳳）
- 進擊的巨人（馬爾洛）
- 翠星上的加爾岡緹亞（Chamber）
- 旋風管家Cuties（時鐘男）
- Aiura（松野修作）
- 戀愛實驗室（小榎哥哥）
- 戰姬絕唱SYMPHOGEAR G（威爾博士）
- 我不受歡迎，怎麼想都是你們的錯！（初芝）
- 魔界王子 devils and realist（謎之青年）（第10集）
- Little Busters! 〜Refrain〜（學生、學生A）
- 魔奇少年 The Kingdom of Magic（多拉公）
- 銀狐（桐島清志郎）
- 蒼翼默示錄Alter Memory（拉格納·布萊德艾奇）
- 武士弗拉明戈（後藤英德）
- 聖鬥士星矢Ω （一輝）
- 爆戰彈珠人 （幻影麒麟）

2014年
- 愚者信長（李奧納多·達文西）
- BUDDY COMPLEX（李·康拉德）
- T寶的悲慘日常 覺醒篇（Chamber）
- 農林（大森先生、永繩鍬之介）
- 惡魔的謎語（海馬）
- 魔法科高中的劣等生（桐原武明、大會委員長）
- 即使如此世界依然美麗（尼爾）
- 龍孃七七七埋藏的寶藏（戰場緋夜）
- 修業魔女璐璐萌（田島老師）
- 信長協奏曲（足利義昭）
- 火星異種「阿聶克斯一號篇」（蛭間一郎）

2015年
- 美男高校地球防衛部LOVE！（箱根強羅）
- 新妹魔王的契約者（瀧川八尋）
- 暗殺教室（烏間惟臣）
- 戰國無雙（加藤清正）
- 战斗之魂烈火魂（宝绿院兼续）
- 小長門有希的消失（阿虛）
- 食戟之靈（叡山枝津也）
- 银魂°（坂田银时）
- 鑽石王牌（乾憲剛）
- 山田君與7人魔女（鶴川秀明）
- 戰姬絕唱SYMPHOGEAR GX（威爾博士）
- Charlotte（Ryuya）
- 影鱷（番場宗介）
- K RETURN OF KINGS（宗像禮司）[9]
- 學戰都市Asterisk（狄路克·艾貝爾範）
- 新妹魔王的契約者 BURST（瀧川八尋）

2016年
- NORN9 命運九重奏（室星朗）
- 暗殺教室 第2期（烏間惟臣）
- 粗點心戰爭（貝里）
- 石膏男團（聖喬治）
- 虹色時光（今川）
- 灰與幻想的格林姆迦爾（隆、死亡斑紋）
- 境界觸發者（影浦雅人）
- 阿松（惡松）
- 火星異種 復仇（蛭間一郎）
- 學戰都市Asterisk 第2期（狄路克·艾貝爾範）
- Battle Spirits Double Drive（茂上年男、戌亥將軍）
- 在下坂本，有何貴幹？（前田淳嗣）
- 魔奇少年 辛巴達的冒險（多拉公）
- 名侦探柯南（寅谷金太 #821）
- 食戟之靈 貳之皿（叡山枝津也）
- 初戀怪獸（三宮銀次郎、鱈之助〈銀〉）
- 龍族拼圖X（紐德）
- D.Gray-man HALLOW（瑞巴·溫漢姆）
- TABOO TATTOO－禁忌咒紋－（湯姆·修雷德費爾德）
- 男子啦啦隊！！（溝口涉）
- 美男高校地球防衛部LOVE！LOVE！（箱根強羅）
- 發條精靈戰記 天鏡的極北之星（伊森·胡）
- 槍彈辯駁3 －The End of 希望峰學園－ 絕望篇（封印田中）
- 槍彈辯駁3 －The End of 希望峰學園－ 希望篇（田中眼蛇夢）
- 歌之王子殿下 真愛傳奇之星（Raging鳳）
- 女神異聞錄5 動畫版 -THE DAY BREAKERS-（喜多川祐介）
- Classicaloid（貝多芬）
- 3月的獅子（三角龍雪）
- 烏龍麵之國的金色毛毬（中島忍、赤燈台炮、猴、古莫莫）
- Fate/Grand Order -First Order-（列夫·萊諾爾）

2017年
- Hand Shakers（盛山響）
- MARGINAL#4 由KISS開始創造的Big Bang（熊D）
- 進擊的巨人 第2期（馬爾洛）
- 碧藍幻想 The Animation（多蘭克）
- 黑色推銷員NEW（番田井守）
- Love米 -WE LOVE RICE-（[10]）
- 狂賭之淵（豆生田楓）
- 戰姬絕唱SYMPHOGEAR AXZ（威爾博士）
- 戰鬥女子學園（老師）
- 妖怪公寓的優雅日常（舊書商、鳥1）
- 異世界食堂（海因里希·賽雷曼）
- 單蠢女孩（阿久津明）
- 跳水男孩（粉紅山田 (山田篤彦)）
- 時間支配者（史涅克）
- 美男戰國◆穿越時空之戀（織田信長）
- 食戟之靈 餐之皿（叡山枝津也）
- 3月的獅子 第2期（三角龍雪）

2018年
- ONE PIECE「圓蛋糕島篇」（夏洛特·卡塔庫栗）
- 七大罪 戒律的復活（艾斯卡諾）
- 伊藤潤二驚選集（英夫）
- 新幹線戰士（速杉北斗）
- POP TEAM EPIC（PIPI美〈第5話B段〉）
- 粗點心戰爭2（枝垂紅豐）
- 妖怪旅館營業中（反之介[11]）
- 宇宙戰艦提拉米蘇（邁巴赫）
- 多田君不戀愛（杉本一）（代配，第11話以後）
- 罪人與龍共舞（雷梅迪烏斯）
- 藍海少女！～Advance～（小日向疾風）
- 女神異聞錄5 動畫版（喜多川祐介）
- 黃金神威（二階堂浩平、二階堂洋平）
- 阿宅的戀愛太難（樺倉太郎[12]）
- 驚爆危機！Invisible Victory（李·福勒）
- 棒球大聯盟2nd（丹波廣夢）
- 工作細胞（嗜鹼性球）
- 暮光幻影（桃流）
- 高分少女（小學的導師[13]）
- LORD of VERMILION 紅蓮之王（神名大千）
- 宇宙戰艦提拉米蘇II（邁巴赫·威爾海姆）
- 寄宿學校的茱麗葉（丸流千鶴）
- 哥布林殺手（蜥蜴僧侶）
- RELEASE THE SPYCE（鈴木喬治）
- 黃金神威 第2期（二階堂浩平）
- 名侦探柯南（驹田孝弘）

2019年
- 粉彩回憶（機械聲）
- 狂赌之渊××（豆生田枫）
- Star☆Twinkle 光之美少女（尤奇歐）
- 蠟筆小新（皮耶爾）
- 鬼滅之刃（悲鳴嶼行冥）
- 消滅都市（拓也）
- 深夜的超自然公務員（猩猩A～E）
- RobiHachi（老楊）
- 星光王子 KING OF PRISM -Shiny Seven Stars-（高田馬場喬治）
- 獵獸神兵（邁爾斯／肯陶洛斯）
- 彼方的阿斯特拉（ジェド・ウォーカー）
- 七大罪 眾神的逆麟（艾斯卡諾）
- 食戟之靈 神之皿（叡山枝津也）
- 真・中華一番！（雷恩）
- 募戀英雄（青山樹）
- 浦島坂田船的日常（番長）

2020年
- 織田肉桂信長（上杉朱利安謙信[14]） - 「杉田直司」名義
- 成群结伴！西顿学园（獅子野金格）
- 神推偶像登上武道館我就死而無憾（阿史）
- ID：INVADED（勝山傳心）
- 八男？別鬧了！（科特）
- 棒球大聯盟2nd 第二季（丹波廣夢）
- 新櫻花大戰 the Animation（司馬令士）
- 文豪與鍊金術師 ～審判的齒輪～（坂口安吾[15]）
- 食戟之靈 豪之皿（叡山枝津也）
- 高校之神（姜萬石）
- 戀與製作人（李澤言）
- 天晴爛漫！（TJ[16]）
- 名偵探柯南（島六助）
- 與汪汪喵喵同居的開心日常（貓大人）
- 戰翼的希格德莉法（金髮）
- 土下座跪求給看（土下座）
- 闇影詩章（羅文）
- 黃金神威 第3期（二階堂浩平、二階堂洋平）
- 光之戰記 -ZUERST-（浮士德）
- 在魔王城說晚安（比安可）

2021年
- BACK ARROW（周畢）
- 無職轉生～到了異世界就拿出真本事～（前世的男人）
- 真·中華一番！ 第2期（雷恩）
- 七大罪 憤怒的審判（艾斯卡諾）
- 工作細胞!!（嗜鹼性球）
- 魔術士歐菲 流浪之旅 基姆拉克篇（科奧）
- 龍族拼圖（石川五右衛門）
- Hortensia SAGA 蒼之騎士團（菲雷凱爾·多瑞德諾特）
- 後空翻少年！！（大湊秀夫）
- 再見了，我的克拉默（後藤象二郎）
- 陰晴不定的體操哥哥 （兔原跳吉）
- 我立於百萬生命之上 第2期（遊戲管理員）
- 小林家的龍女僕S（克雷梅涅）
- 魔法科高中的優等生（桐原武明）
- 暗夜第六感 2041（風間浩二）
- 死神少爺與黑女僕（麥克法蘭）
- 我的英雄學院 第5期（近屬友保／懷疑者）
- 關於我轉生變成史萊姆這檔事 第2期（阿德曼）
- 白金終局（羅德里格斯頓間）
- VISUAL PRISON 視覺監獄（熊喵[17]）
- 異世界食堂2（海因里希）
- 境界觸發者 3rd season（影浦雅人）
- 逆轉世界的電池少女（巴爾札克山田）
- 鍵等（相澤祐一）
- 世界頂尖的暗殺者轉生為異世界貴族（武士）
- 鬼滅之刃 無限列車篇（悲鳴嶼行冥）

2022年
- 里亞德錄大地（卡達茲[18]）
- 平家物語（源賴朝）
- 失格紋的最強賢者（多吉艾·梅爾奇亞）
- 白領羽球部（鄉倉虎徹[19]）
- ORIENT 東方少年（犬田八咫郎）
- 彗星的Freyline（森田）
- 怪人開發部的黑井津小姐（傑特·阿哈德）
- BLACK★★ROCK SHOOTER DAWN FALL（Smiley[20]）
- 薔薇王的葬列（白金漢[21]）
- 愛在征服世界後（博斯拉大總統）
- 這個僧侶有夠煩（布利迦）
- 決鬥大師 WIN（旁白）
- 小邪神飛踢X（壞人①）
- 因為是反派大小姐所以養了魔王（杏仁[22]）
- 人類毛病大學（佐竹博文[23]）
- 吉伊卡哇（ポシェットの鎧さん）
- 我的英雄學院 第6期（近屬友保）
- 某天早晨變成模擬人頭麥克風後我的人生（我[24]）
- 黃金神威 第4期（二階堂浩平）
- 後宮之烏（薛魚泳）
- 書蟲公主（莫茲利男爵）
- BLEACH 千年血戰篇（六車拳西）
- 宇崎學妹想要玩！ω（櫻井志郎[25]）

2023年
- 傲嬌反派千金莉潔洛特與實況主遠藤同學及解說員小林同學（巴爾杜爾·里芬修坦[26]）
- 被解僱的暗黑士兵（30多歲）開始了慢生活的第二人生（達利艾爾[27]）
- TRIGUN STAMPEDE（查克·李[28]）
- 福星小子（主持人）
- 東京復仇者（第2期）（柴大壽[29]）
- 吸血鬼馬上死2（劍）
- 為了養老，我要在異世界存8萬枚金幣（波賽斯伯爵）
- 大雪海的卡納（恩卡波吉[30]）
- 百萬噸級武藏（デガート・ディクセンベルグ）
- 數碼寶貝幽靈遊戲（鍵天使獸）
- 虛構推理（貓妖[31]）
- 真·進化果實～不知不覺踏上勝利的人生～（維托爾[32]）
- 決鬥大師 WIN 決鬥學園篇（旁白）
- 鄰人似銀河（護國正弘[33]）
- 機戰少女Alice Expansion（松田アレックス）
- 境界服務（ボルツ・デクスター[34]）
- 魔術士歐菲 流浪之旅 聖域篇（科奧）
- 魔法少女毀滅者（老派御宅族[35]）
- 她去公爵家的理由（賈斯丁·夏瑪爾[36]）
- 異世界一擊殺姊姊 ～姊姊同伴的異世界生活開始了～（ティガー・ヒルデブラント）
- 無職轉生II～到了異世界就拿出真本事～（前世的男人[37]）
- 打工吧！！魔王大人（法爾法雷洛[38]）
- 不死少女的謀殺鬧劇（阿萊斯特·克勞利[39]）
- 神劍闖江湖－明治劍客浪漫譚－（鵜堂刃衛[40]）
- 勇者赫魯庫（人類之王）
- IKIMONOSAN（副聲道[41]）
- 想當冒險者前往都市的女兒成為S級（萊恩尼爾[42]）
- SHY靦腆英雄（蝦翁[43]）
- 撿走被人悔婚的千金，教會她壞壞的幸福生活（亞倫·克勞福德[44]）
- 我想成為影之強者！ 2nd season（克里姆森[45]）
- 哥布林殺手II（蜥蜴僧侶）
- 我的新上司是天然呆（青山光男[46]）
- 東京復仇者（第3期）（柴大壽）
- 我們的雨色協議（長嶺流星[47]）
- 16bit的感動 ANOTHER LAYER（Afro店長）
- 不死不運（默示錄[48]）
- BULLBUSTER（鷲津丈也）

2024年
- 異修羅（大海的希古爾雷[49]）
- 佐佐木與文鳥小嗶（佐佐木[50]）
- 最弱魔物使開始了撿垃圾之旅。（伯羅達[51]）
- 月刊妄想科學（愛德華·奇[52]）
- （黒犬[53]）
- 勇氣爆發Bang Bravern（蘇泊比亞[54]）
- Astro Note 星際莊的戀愛日記（若林富裕[55]）
- 格鬥實況（鬥雞[56]）
- 失憶投捕（帝德高中棒球社教練[57]）
- 我的英雄學院 第7期（懷疑者）
- 怪獸8號（穗高隆道[58]）
- 關於我轉生變成史萊姆這檔事 第3期（阿達曼）
- 鬼滅之刃 柱訓練篇（悲鳴嶼行冥[59]）
- 轉生為第七王子，隨心所欲的魔法學習之路（伽利略[60]）
- 2.5次元的誘惑（荻野[61]）
- SHY靦腆英雄（第2期）（蝦翁[62]）
- 金肉人 完美超人始祖篇（ネプチューンマン[63]）
- 這是妳與我的最後戰場，或是開創世界的聖戰 Season II（卡隆索·牛頓爵士[64]）
- 異世界失格（仙石[65]）
- 深夜Punch（端ぶらー[66]）
- 這個世界漏洞百出（レン[67]）
- Acro Trip 頂尖惡路（強盜）
- 機械臂（アルマ[68]）
- 嘆氣的亡靈想隱退（安瑟姆·斯瑪特、旁白[69]）
- 青之壬生浪（近藤勇[70]）
- 殿下與狗（殿下[71]）
- 妖怪學校的菜鳥老師！（柳田[72]）
- 亂馬1/2（第2作）（九能帶刀[73]）
- 膽大黨（太郎[74]）

2025年
- SAKAMOTO DAYS 坂本日常（坂本太郎[75]）
- 魔神創造傳（龍神丸[76]、龍神）
- 雖然我是注定沒落的貴族 閒來無事只好來深究魔法（拉頓[77]）
- 來玩吧 魔法少女村（違法佔據）（神奈川[78]）
- 聖騎士之戰 奮戰：DUAL RULERS（旁白[79]）
- 九龍大眾浪漫（工藤發[80]）
- 前橋魔女（可洛佩[81]）
- #空帕斯2.0：陣地攻防戰（皮埃爾77世[82]）
- 竹輪戰記～靠我的可愛征服地球～（竹輪[83]）
- LAZARUS 拉撒路（[84]）
- 機動戰士Gundam GQuuuuuuX（馬·克貝[85]）
- 記憶縫線YOUR FORMA（舒賓[86]）
- WITCH WATCH 魔女守護者（薩克·巴蘭[87]）
- 轉生為第七王子，隨心所欲的魔法學習之路（第2期）（伽利略[88]）
- 明天，美食廣場見。（遊戲角色）
- 神椿市建設中。（谷置室長）
- 膽大黨 第2期（太郎）
- 美男高校地球防衛部HAIKARA！（御殿場寮長[89]）
- 最近的偵探真沒用（乳頭試吃大叔、十字胸毛大叔、超愛繩子大叔[90]）
- 9-nine- Ruler's Crown（高峰蓮夜[91]）
- 徹夜之歌（LG[92]）
- 明天，美食廣場見。[93]
- 銀魂多重宇宙動畫「3年Z班銀八老師」（坂田銀八[94]）
- Let's Play（Link Hudson[95]）
- 青之壬生浪 芹澤暗殺篇（近藤勇[96]）
- 不死不運 Winter篇（默示錄[97]）

### OVA
- 獄·絕望先生（一旧先生）
- （知賀泰廣）
- （伊達成實）
- 神奇寶貝 THE ORIGIN（小剛）
- 魔奇少年 辛巴達的冒險（多拉公）※漫畫第3卷特別版原創動畫附DVD
- 銀魂（坂田銀時）第58卷同捆OAD
- 屍體派對（刻命裕也）

2002年
- （黑田光秀）

2004年
- 低俗靈DAYDREAM（柧武惣一郎）

2007年
- 奔向地球Expansion Disc（蘇爾贊·布魯）

2008年
- 緝毒特搜班（日语：switch (naked apeの漫画)）（神樂彰人）
- 抓狂爸爸（船场真）

2009年
- 聖鬥士星矢 THE LOST CANVAS 冥王神話（金牛座阿魯迪巴）

2010年
- 野性類戀人（斑目米國）

2012年
- 堀與宮村（安田真）

2013年
- 翠星上的加爾岡緹亞（Chamber）

2014年
- 堀與宮村（安田真）
- 翠星上的加爾岡緹亞-遙遠的巡迴航路 前編（Chamber）

2015年
- 堀與宮村（安田真）
- 英雄公司（霸道·大地）※漫畫第8卷DVD附贈特裝版

2017年
- 食戟之靈 貳之皿「遠月十傑」（叡山枝津也）
- 美男高校地球防衛部LOVE！LOVE！LOVE！（箱根強羅）

### 動畫電影
- 劇場版 創聖的亞庫艾里翁（シリウス・ド・アリシア）

2010年
- 涼宮春日的消失（阿虛）
- 夏娃的時間（賽特羅）
- 銀魂劇場版 新譯紅櫻篇（坂田銀時）

2013年
- 銀魂完結篇 永遠的萬事屋（坂田銀時）

2014年
- K MISSING KINGS（宗像禮司）

2017年
- 星光少男 KING OF PRISM -PRIDE the HERO-（高田馬場喬治）
- GODZILLA -怪獸惑星-（馬汀·拉扎里）

2018年
- 於離別早晨飾上約定之花（伊佐爾）
- 七龍珠超 布羅利（雷蒙）
- 劇場版 七大罪 天空的囚人（艾斯卡諾）

2019年
- 劇場版新幹線戰士：來自未來的神速ALFA-X（速杉北斗）

2020年
- 鬼滅之刃劇場版 無限列車篇（悲鳴嶼行冥）
- 罗小黑战记 我所选择的未来（天虎）

2021年
- 銀魂 THE FINAL（坂田銀時）
- 劇場版 七大罪 被光詛咒的人們（艾斯卡諾）
- 活了100天的鱷魚（鱷魚的父親）
- Fate/Grand Order -終局特異點 冠位時間神殿所羅門-（所羅門）
- 龍馬！The Prince of Tennis 新生劇場版網球王子（ウルフ）

2022年
- 七龍珠超 超級英雄（雷蒙）
- 電影版 後空翻少年！！（大湊秀夫）
- 航海王劇場版：紅髮歌姬（夏洛特·卡塔克利）

2023年
- 沙漠大冒險（沙漠泳者爸爸[98]）

2024年
- DEAD DEAD DEMON'S DEDEDEDE DESTRUCTION 惡魔的破壞（哆啦B夢[99]）
- 星光王子 KING OF PRISM -Dramatic PRISM.1-（高田馬場喬治[100]）

2025年
- 美男高校地球防衛部ETERNAL LOVE！（箱根強羅[101]）
- 星光王子 KING OF PRISM -Your Endless Call-（高田馬場喬治[102]）
- 鬼滅之刃劇場版 無限城篇 第一章 猗窩座再襲（悲鳴嶼行冥[103]）
- 一百公尺。—100M—（尾道[104]）

2026年
- 新劇場版 銀魂 -吉原大炎上-（坂田銀時[105]）

### 網路動畫
2018年
- 異世界居酒屋～古都阿伊特力亞的居酒屋阿信～（矢澤信之）[106]

2021年
- 幼女社長（投訴人）
- 銀魂 THE SEMI-FINAL 萬事屋篇（坂田銀時）
- 鬼滅學園 情人節篇（悲鳴嶼行冥）
- 發現了藍色的羽毛！（烏鴉）
- 極道主夫（ボブ）
- 鋼彈創壞者 對戰風雲錄（角松）

2022年
- BASTARD!!暗黑破壞神（亞比該）

2023年
- 終末的女武神II（開膛手傑克[107]）

2024年
- 沙漠大冒險（沙漠泳者爸爸）
- Enter The Garden Ep.1 The Waiting Man（T.K.[108]）
- 上班族山崎茂（部長[109]）
- BEASTARS FINAL SEASON（霍爾加[110]）

### 遊戲
- ＃COMPASS 戰鬥神意解析系統（ピエール・ダ・イカッサマニャーギ・ファッキネッティ・ラッラ・ラ・ラブリオーラ・ドラゴナクター・ヒデヨシ・マクシミリアン・スキーヨカローリ・ビョルルンド・モッチモーチ・マリオージェ・マルーゲリータ・ウィルフレッド・プニット・プニャトフスキ77世）
- 白貓Project（イシュプール）
- shadowverse 闇影詩章 （羅文）
- 使命召唤10（主角）
- 戰國無雙系列（三代開始）（加藤清正）
- 北斗無雙（希恩）
- 超級機器人大戰系列（布魯克林·拉克菲德）
- 多羅羅（百鬼丸）
- 機甲蘿莉（三原少佐）
- 機動戰士GUNDAM Online（駕駛員聲〈活潑〉）
- 蒼翼默示錄（ラグナ・ザ・ブラッドエッジ）
- 散碎的原色（镜见透）
- 潛龍諜影系列（Kazuhira Miller）
  - 潛龍諜影 和平先驅
  - 潛龍諜影V 原爆點
  - 潛龍諜影V 幻痛
- 笑傲江湖OL（令狐沖）
- CLOSERS 日文版（J）
- 英雄傳說 閃之軌跡  (托瓦爾·蘭德納）(米海爾·厄文)
- [PSP]屍骸派對 血腥籠罩之恐懼再現（刻命裕也）（廁所裡的紳士）
- [PSP]屍骸派對 暗影之書（刻命裕也）
- [PS2]咎狗之血 True Blood（启介）
  - [PSP]咎狗之血 True Blood 携带版
- [PC]Dessert Love ～甜蜜情緣 與他的緣起～（一條秀之）
- 绯色的碎片系列（鬼崎拓磨）
  - [DS]绯色的碎片 DS
  - [PSP]绯色的碎片 携带版
  - [PS2]绯色的碎片 爱藏版
  - [PS2]绯色的碎片 ～在那天空下～
  - [PS2]翡翠之雫 绯色的碎片2
  - [PS2]真·翡翠之雫 绯色的碎片2
  - [PSP]真·翡翠之雫 绯色的碎片2 携带版
  - [PS2]苍黑之楔 绯色的碎片3
  - [PSP]苍黑之楔 绯色的碎片3 携带版
  - [PS2]苍黑之楔 绯色的碎片3
  - [PSP]苍黑之楔 绯色的碎片3 迎向明天 携带版
  - [PS2]绯色的碎片 新玉依姬传承（鬼崎刀真）
  - [PSP]绯色的碎片 新玉依姬传承 携带版（鬼崎刀真）
- [PS2/PC]乙女的恋愛革命（日语：乙女的恋革命★ラブレボ!!）（若月龍太郎）
  - [PSP]乙女的恋愛革命 携带版
- Vitamin系列（葛城银儿）
  - （PS2）VitaminX（日语：VitaminX）
  - （DS）VitaminX Evolution
  - （PSP）VitaminX Evolution Plus
  - （DS）VitaminY
- 爱丽丝系列（Nightmare·Gottschalk）
  - [PC/PS2/PSP]心之国的爱丽丝（日语：ハートの国のアリス 〜Wonderful Wonder World〜）
  - [PC/PS2/PSP]三叶草之国的爱丽丝
  - [PC/PSP]小丑之国的爱丽丝
  - [PC/PSP]纪念日之国的爱丽丝
  - [PC/PSP]玩具箱之国的爱丽丝
  - [PSP]鑽石國的愛麗絲
- [DS]红线 DS（海斗）
- [PC]Starry☆Sky ～in Spring～（七海哉太）
  - [PSP]Starry☆Sky ～in Spring～ 携带版
  - [PC]Starry☆Sky ～after Spring～
  - [PSP]Starry☆Sky ～after Spring～携带版
- [DS]心跳回憶 Girl's Side 3rd Story  （櫻井琉夏）
- [PSP]心跳回憶 Girl's Side Premium ～3rd Story～
- [PS2/PSP]Lucian Bee's（日语：Lucian Bee's RESURRECTION SUPERNOVA）系列（塞菲罗斯）
  - Lucian Bee's RESURRECTION SUPERNOVA
  - Lucian Bee's EVIL VIOLET
- [PS2]Little Anchor（リウ・レイシェン）
- [PC/PS2]安琪莉可 Etoile（法兰西斯）
- [PC]魔法使与主人 New Ground（日语：魔法使いとご主人様）（柳克·布朗）
- [PC/PS2/PSP]Little Aid（日语：Little Aid）（花邑创、乃凪范尚、西村东吾）
- [PS2]Panic Palette（日语：Panic Palette）（乃凪范尚）
- [PS2]天使计划（维托斯）
- [PS2]Last Escort ～深夜之黑蝶物语～（日语：ラスト・エスコート）（臣万里）
  - [PS2]Last Escort ～黑蝶SPECIAL NIGHT～
- [PS2]真实命运（如月真也）
- [PC]一家物语（ジュール）
- [DS]DUEL LOVE 恋爱少女是胜利女神（日语：DUEL LOVE 恋する乙女は勝利の女神）（岛津晃）
- [PC]三国恋战记 ～少女的兵法！～（孔明）
- [PC]天使之羽 -琥珀之瞳-（日语：Angel's Feather）（木村薰）
  - [PS2]天使之羽 -黑之残影-
- [PS2]圣兽 ～螺旋之章～（日语：セイント・ビースト）
- [DS]弧光之源3獵眼妖精 Luminous Arc 3 ~Eyes~（日语：ルミナスアーク3 アイズ）
- [PS3]無盡傳奇（艾爾文）
- [PSP]
- [PSP]十三支演義 〜偃月三國伝〜（馬超）
- [PSP]超級槍彈辯駁2 再見絕望校園（田中眼蛇夢）
- [PSP]七龍傳說2020
- [PSP]NORN9（室星 朗）
- [PC]We're 8bit Lovers!-III～黑暗之新娘～（魔王）
- Unlight（弗雷特里西）
- [PSP]宵夜森林的公主（蘭伯特）
- 聖火降魔錄系列
  - [3DS]聖火降魔錄 覺醒（庫洛武）
  - [WiiU/Switch]幻影異聞錄♯FE（庫洛武）
  - 聖火降魔錄 英雄雲集（庫洛武、奧利瓦）
- 任天堂明星大亂鬥系列
  - [3DS/Wii U]任天堂明星大亂鬥3DS/Wii U（庫洛武、鷹丸）
  - [Switch]任天堂明星大亂鬥 特別版（庫洛武、鷹丸、Fox/喜多川祐介）
- [PS4]人中之龍0（田中真司）
- [PS4]人中之龍極（田中真司）
- 5人の恋プリンス-ヒミツの契約結婚（真木 雄介）
- [PS3/PS4]女神異聞錄5（喜多川祐介）
- 美男戰國～穿越時空之戀～（織田信長）
- 夢王國與沉睡中的100位王子殿下  (萬里)
- 消滅都市（拓也）
- 文豪與鍊金術師（坂口安吾）
- 在茜色的世界與君詠唱（石田三成）
- 戀與製作人（李澤言）
- 陰陽師（黑童子）
- 夢間集（真武劍）
- 英雄聯盟（犽宿）
- 蒼之紀元（疾風）（註:與犽宿神似的角色。）
- 拳皇全明星（リユーゴ、坂田银时）
- 魔法禁书目录（手游）（奥雷欧斯·伊萨德、奥雷欧斯·分身）
- 魔法禁书目录 幻想收束（奥雷欧斯·伊萨德）
- 沙加 绯红恩典 绯色的野望（窃火神）
- 募戀英雄（青山樹）
- 符文工廠4（迪拉斯）
- 第七史诗（巴萨尔）
- 食之契約（清蒸武昌魚）
- 奧林匹亞的晚宴（玄葉）
- 守望傳說（野心戰士克雷格）
- 刀劍亂舞（孫六兼元）

2019年
- 寶可夢大師（千里）

2024年
- 暗喻幻想：ReFantazio（瑟席安·左巴）

2025年
- 原神(法尔伽）

### 吹替
- The King of Fighters：草薙京
- Wonderful World：珍念
- 環太平洋：萊利·貝特
- 閃電俠、綠箭俠、明日傳奇：原子俠
- 獵神：魔雪叛變：獵神
- 我的少女時代：徐太宇
- 金剛戰士：「藍衣戰士」比利·克蘭斯頓
- 歐比王·肯諾比：哈賈·艾斯垂

### 真人演出
- Wonderful World（珍念）

### 特攝
- 假面騎士KIVA（牙蝙蝠三世（キバットバットIII世））
- 假面騎士DECADE（牙蝙蝠三世（ ））
- 再見，假面騎士電王 Final Countdown（死神異魔神/）
- 海賊戰隊豪快者（賞金獵人キアイドー）
- 超人力霸王銀河（超人力霸王銀河、黑暗路基艾尔）
- 超人力霸王銀河S（超人力霸王銀河、黑暗路基艾尔）
- 假面騎士鎧武（迪姆修）
- 新奥特曼列传[111]（超人力霸王銀河[112]）
- 假面騎士時王（假面騎士銀河）
- 魔進戰隊煌輝者 （歐拉丁國王/魔進歐拉丁）
- No.1戰隊豪獸者（Mr.燦寧賴夫）

### 廣播節目
- Sweet Junction（與聲優森久保祥太郎、森田成一共同主持）
- 乙女戀愛革命！REVOLUTION
- （主持人還有遠藤正明、相澤舞、齊藤梨繪）
- （蒼翼默示錄格鬥遊戲相關之在線廣播節目，於NICONICO動畫放送，與聲優今井麻美、近藤佳奈子共同主持）

### CD

#### 廣播劇CD
- （殿內明良）
- 學生會長是女僕！（碓冰拓海）
- （花友藏）
- （阿虛）
- CELL DIVISION「HUG&KICK」（阪田テツガク）
- 路德維希革命（路德維希）
- 遙遠時空中 舞一夜 常綠（木綠丸）
- （妹尾孝文）
- （俵阪龍平）
- （若月龍太郎）
- （臣萬里）
- （土見稟）
- 秀麗學院高校物語（花月那智）
- 聖魔之血（ジョルジュ・ローデンバック）
- （東二郎）
- 低俗靈DAYDREAM（柧武惣一郎）
- （煉骨）
- 羔羊的眼淚（冰浦海響）
- （山田正臣）
- （春野明生）
- 禁斷（黑服的男人）
- 安琪莉可系列（フランシス）
- Saint Beast系列（流星のキラ）
- Chobits（本須和秀樹）
- （從者）
- 氣象精靈記（マハル、怒り上戶の精靈 等）
- （利夫）
- （美澤尚）
- （御景各臣）
- 超級機器人大戰系列（布魯克林·拉克菲德）
- 原獸文書（サヴァルク、ビエル＝ケイ）
- （Bland-new∞ JUNCTION）
- （刻命裕也）
- （久遠千里）
- 奔向地球 （蘇爾贊·布魯）
- 星座彼氏系列Vol.3『Starry☆Sky~Pisces~』（七海哉太）
- KISS×KISS Collections Vol.11乃木美祐
- 官家們的戀愛事情（真壁直樹）
- 王樣老師（由井忍）
- S線上的黛娜（響恭介）

#### 收音機・談話CD
- 銀魂 銀魂放送局 ※DVD初回版特典
- 奔向地球 Premium Fan Disc ※DVD初回版特典
- DJCD CHEMICAL REACTION!! 《理系男子。》VOL．1

#### 音樂CD
- - 「〜FRONTIER〜」（小山力也、浪川大輔、私市淳、真殿光昭、岩永哲哉、森川智之、冬馬由美、立木文彥、杉田智和）
- - （：森川智之）
- - 「Promised Rainbow 15th ver.」（井上和彥、堀内賢雄、高橋廣樹、谷山紀章、置鮎龍太郎、杉田智和、平川大輔、森田成一）
- - （阿虛、 涼宮春日：平野綾）
  - 「ハレ晴レユカイ〜Ver.キョン〜」（阿虛）
- 「烈!GO!GUY!」（セイント・ビースト〜螺旋の章〜 ED）
  - 「epilogue」（流星のキラ、：鈴村健一）
- - 「Resolve」（流星のキラ）
- - 「bird cage」（流星のキラ）
- Saint Beast Coupling CD series #5 流星のキラ×風牙のマヤ
- -  （森川智之、櫻井孝宏、宮田幸季、吉野裕行、杉田智和、鈴村健一）
- Chobits 
  - 「sing a song」（本須和秀樹、produced by ROUND TABLE）
  - 「（Duet Ver.）」（本須和秀樹、ちぃ：田中理恵）
- BLEACH BEAT COLLECTION 2nd SESSIN:04
  - 「GAME!GAME!GAME!」（：嘉數由美、藏人：飛田展男、之芭）

#### 朗讀・其他CD
- VitaminX ×  Vol.4 「* 」（葛城銀兒）

### 旁白

#### 電視節目
- MUSIC JAPAN 新世紀Anisong SP3（NHK）
- SKE48的炸蝦週五夜（日本電視台，2013年10月5日‐2013年12月21日）
- KEYABINGO!（日本電視台，2016年7月5日 - ）

## 網站連結
- 事務所資料（Atomic Monkey時代）（日語）
- 杉田智和的X（前Twitter）（日語）
- 杉田智和的Youtube頻道 （页面存档备份，存于）（日語）
- 株式会社AGRS （页面存档备份，存于）（日語）